# Aminomethylpropanol
Aminomethylpropanol (systematickým názvem 2-amino-2-methylpropan-1-ol) je organická sloučenina patřící mezi aminoalkoholy. Používá se jako složka pufrů a také jako prekurzor mnoha dalších organických látek.

## Výroba
Aminoethylpropanol je možné vyrobit hydrogenací kyseliny 2-aminoisomáselné a jejich esterů.

## Vlastnosti
Aminomethylpropanol je rozpustný ve vodě; ve srovnání s ní má i podobnou hustotu.

## Použití
Aminomethylpropanol se používá na přípravu pufrů. Je složkou léčiv ambufylinu a pamabromu. Rovněž se používá v kosmetice.
Reakcí této látky s acylhalogenidy vznikají oxazoliny. Sulfatací alkoholové skupiny se tvoří 2,2-dimethylaziridin.